# Daverio
Daverio (lombardul: Daveri) település Olaszországban, Varese megyében. Lakosainak száma 3081 fő (2023. január 1.). Daverio Azzate, Bodio Lomnago, Casale Litta, Crosio della Valle és Galliate Lombardo községekkel határos.

## Népesség
A település népességének változása:
| Lakosok száma | 3091 | 3056 | 3081 |
|               | 2017 | 2018 | 2023 |